# Yvonne Büdenhölzer
Yvonne Büdenhölzer (* 1977 bei Köln) ist eine deutsche Dramaturgin und Theaterschaffende.

## Leben
Yvonne Büdenhölzer studierte in Bonn Germanistik und Pädagogik. Danach arbeitete sie als Dramaturgin an unterschiedlichen Theatern und in der freien Szene. Von 2005 bis 2011 leitete sie den Stückemarkt des Theatertreffens der Berliner Festspiele. In der Spielzeit 2009/10 war sie Kuratorin und Festivalmanagerin der Theaterbiennale Neue Stücke aus Europa in Wiesbaden und Mainz. Von 2005 bis 2011 arbeitete sie auch als Lehrbeauftragte des Studiengangs der Angewandten Literaturwissenschaft an der FU Berlin. 
Büdenhölzer war von 2012 bis 2013 Mitglied im Rat für die Künste. 2012 wurde sie Leiterin des Berliner Theatertreffens. 
2021 wurde sie Präsidentin des deutschen Zentrums des Internationalen Theaterinstituts (ITI). Büdenhölzer leitet das Theatertreffen 2022 zum letzten Mal. Im Mai 2022 wurde bekannt, dass sie zum Januar 2023 die Verlagsleitung des Suhrkamp Theaterverlages übernimmt.

## Ehrungen und Auszeichnungen
- 2020  Berliner Frauenpreis für ihr Engagement für die Chancengleichheit am Theater.